# Brachelyma
Brachelyma là một chi rêu trong họ Fontinalaceae.